# Silvia Baylé
Silvia Baylé (Buenos Aires, 10 de abril de 1949) es una actriz  y directora cinematográfica argentina.

## Trayectoria

### Cine
| Actriz de cine | Actriz de cine                   | Actriz de cine    | Actriz de cine                               |
| Año            | Título                           | Personaje         | Notas                                        |
| -------------- | -------------------------------- | ----------------- | -------------------------------------------- |
| 1980           | Desde el abismo                  | —                 | Dirigida por Fernando Ayala.                 |
| 1986           | Perros de la noche               | «Rosita»          | Dirigida por Teo Kofman.                     |
| 1987           | Chau, papá                       | —                 | Dirigida por Ricardo Alventosa.              |
| 2000           | Acrobacias del corazón           | «María»           | Dirigida por María Teresa Costantini.        |
| 2001           | La Ciénaga                       | «Mercedes»        | Dirigida por Lucrecia Martel.                |
| 2002           | Sin intervalo                    | —                 | Dirigida por María Teresa Costantini.        |
| 2003           | La cruz del sur                  | «Mercedes, Mecha» | Dirigida por Pablo Reyero.                   |
| 2004           | Cautiva                          | «Adela de Quadri» | Dirigida por Gastón Birabén.                 |
| 2004           | No sos vos, soy yo               | «Madre de Javier» | Dirigida por Juan Taratuto.                  |
| 2004           | Buenos Aires 100 kilómetros      | «Isabel»          | Dirigida por Pablo José Meza.                |
| 2005           | Géminis                          | «Olga»            | Dirigida por Albertina Carri.                |
| 2007           | Aminga, de un pueblo a la ciudad | —                 | Dirigida por Martino Zaidelis. Cortometraje. |
| 2012           | De martes a martes               | «Chancha Rinaldi» | Dirigida por Gustavo Triviño.                |
| 2016           | Angelita, la doctora             |                   |                                              |

### Teatro
| Actriz de teatro | Actriz de teatro                                             | Actriz de teatro                                     | Actriz de teatro |
| Año              | Obra                                                         | Notas                                                |                  |
| ---------------- | ------------------------------------------------------------ | ---------------------------------------------------- | ---------------- |
| 1982             | En familia                                                   | De Florencio Sánchez. Dirigida por Carlos Alvarenga. |                  |
| 1985-1987        | Feria del miedo, del amor y de la guerra                     | De Roberto Castro y Villanueva Cosse.                |                  |
| 1992             | Memoria del infierno                                         | De Gerardo Taratuto. Dirigida por Daniel Ruíz.       |                  |
| 1994-1995        | Del maravilloso mundo de los animales: Conversación nocturna | De Daniel Veronese. Dirigida por Rubens Correa.      |                  |
| 1999             | Galileo Galilei                                              | De Bertolt Brecht. Dirigida por Rubén Szuchmacher.   |                  |
| 2004             | Narcisa Garay, mujer para llorar                             | De Juan Carlos Ghiano. Dirigida por Roberto Castro.  |                  |
| 2005             | El tapadito                                                  | De Patricia Suárez. Dirigida por Hugo Urquijo.       |                  |
| 2006-2007        | La duda                                                      | De John Patrick Shanley. Dirigida por Carlos Rivas.  |                  |
| 2008             | La fiaca                                                     | De Ricardo Talesnik. Dirigida por Hugo Urquijo.      |                  |
| 2010-2011        | Cómo estar juntos                                            | De Diego Manso. Dirigida por Luciano Suardi.         |                  |
| 2013             | Hoy debuta la finada                                         | De Patricia Zangaro. Dirigida por María José Gabin.  |                  |

### Televisión
| Actriz de televisión | Actriz de televisión        | Actriz de televisión       | Actriz de televisión                         | Actriz de televisión                                                        |  |
| Año                  | Título                      | Canal                      | Personaje                                    | Notas                                                                       |  |
| -------------------- | --------------------------- | -------------------------- | -------------------------------------------- | --------------------------------------------------------------------------- |  |
| 1980                 | El coraje de querer         | Canal 9                    | —                                            | Parte del elenco.                                                           |  |
| 1983                 | Amada                       | Canal 11                   | «Josefa»                                     | Parte del elenco.                                                           |  |
| 1983                 | Sola                        | Canal 9                    | «Nonina»                                     | Parte del elenco.                                                           |  |
| 1984                 | Lucía Bonelli               | Canal 11                   | «Nilda»                                      | Parte del elenco.                                                           |  |
| 1985                 | Extraños y amantes          | Argentina Televisora Color | «Carmencita»                                 | Parte del elenco.                                                           |  |
| 1985                 | María de nadie              | Canal 11                   | «Corita»                                     | Parte del elenco.                                                           |  |
| 1988                 | Mi nombre es coraje         | Canal 2                    | «Celia»                                      | Parte del elenco.                                                           |  |
| 1991                 | Cosecharás tu siembra       | Canal 9                    | «Micaela»                                    | Parte del elenco.                                                           |  |
| 1993                 | Alta comedia                | Canal 9                    | Personajes varios.                           | Participación actoral especial.                                             |  |
| 1995                 | Sheik                       | Canal 13                   | «Laura»                                      | Parte del elenco.                                                           |  |
| 1998                 | Verano del 98               | Telefe                     | «Rita»                                       | Participación actoral especial.                                             |  |
| 1998                 | Muñeca brava                | Telefe                     | «Amparo Rodríguez» alias «Socorro de García» | Parte del elenco.                                                           |  |
| 1998                 | La condena de Gabriel Doyle | Canal 9                    | «Marta»                                      | Participación actoral especial.                                             |  |
| 2000                 | Los médicos (de hoy)        | Canal 13                   | «Alicia»                                     | Parte del elenco.                                                           |  |
| 2001                 | EnAmorArte                  | Telefe                     | «Nelly de Serrano»                           | Parte del elenco.                                                           |  |
| 2002                 | Infieles                    | Telefe                     | «Sonia»                                      | Participación actoral especial. Episodio 1, «Día del aniversario».          |  |
| 2002                 | Tiempo final                | Telefe                     | Personajes varios.                           | Participación actoral especial. Episodios «Cama de hotel» y «El aparecido». |  |
| 2004                 | Los pensionados             | Canal 13                   | «Nora»                                       | Participación especial                                                      |  |
| 2007                 | Mujeres asesinas            | Canal 13                   | «Madre de Claudia»                           | Participación actoral especial. Episodio «Claudia, herida».                 |  |
| 2008                 | Don Juan y su bella dama    | Telefe                     | «Alicia Correa»                              | Parte del elenco.                                                           |  |
| 2009                 | Herencia de amor            | Telefe                     | «Ángela»                                     | Parte del elenco.                                                           |  |
| 2013                 | Historias de corazón        | Telefe                     | —                                            | Participación actoral especial. Episodio «La mujer deseada».                |  |
| 2015                 | Milagros en campaña         | Canal 9                    | «Norma»                                      |                                                                             |  |

## Premios y nominaciones
| Premio            | Edición | Fecha de la ceremonia | Categoría                               | Ganador y/o nominado | Resultado |
| ----------------- | ------- | --------------------- | --------------------------------------- | -------------------- | --------- |
| Florencio Sánchez | 2011    | 21 de marzo de 2011   | Actriz de reparto por Cómo estar juntos | Silvia Baylé         | Ganadora  |